# Nadiye Murad
Nadiye Murad Besê Taha (nemzetközi átírásban Nadia Murad, arabul: نادية مراد باسي طه, Nádja Murád Bászi Taha, Kocso, Irak, 1993.–) iraki jezidi emberi jogi aktivista. 2014-ben az Iszlám Állam elrabolta, ebben az időszakban rendszeresen megerőszakolták és szexrabszolgaként tartották fogságban. Sikerült megszöknie és megfogadta: ha kiszabadul, tanúskodik az Iszlám Állam ellen és kiharcolja, hogy felelősségre vonják őket. Elmenekülése után a jeziditákat, illetve a nőket ért inzultusok és emberijog-sértések szószólója lett. 2018-ban Denis Mukwegével közösen megkapták a Nobel-békedíjat a nemi erőszak mint háborús eszköz megszüntetésében végzett erőfeszítéseikért.

## Életpályája
Nadiye Murad az iraki Szindzsár megyei Kocsóban született jezidita családban, amelyik földművelésből élt. Az Iszlám Állam 2014-es bevonulását követően a jezidita közösségen belül hatszáz embert (köztük Murad hat testvérét, illetve féltestvérét) öltek meg, míg a fiatalabb nőket elvitték rabszolgának. Muradot 2014. szeptember 15-én fogták el és adták el Moszulba rabszolgának. Ebben az időszakban rendszeresen kínozták, illetve menekülési próbálkozásai után megerőszakolták. Három hónapnyi fogság után sikerült elmenekülnie, amikor fogvatartója nem zárta kulcsra a háza ajtaját. A szomszédos család segítségével sikerült az észak-iraki Duhokban található menekülttáborba jutnia, ami nem volt már az Iszlám Állam felügyelete alatt. Még a menekülttáborban, 2015 februárjában beszélt először a vele történtekről a La Libre Belgique című belga lapnak. Ugyanebben az évben Baden-Württemberg tartomány menekültprogramjának köszönhetően Németországba távozhatott, ahol az elkövetkező éveket töltötte.
2015. december 16-án az ENSZ Biztonsági Tanácsa előtt számolt be a nőket, illetve a jeziditákat érő emberijog-sértésekről, főleg az emberkereskedelemről. Ez volt az ENSZ BT történetének első meghallgatása az emberkereskedelem tematikájában. Emellett 2016-ban az ENSZ jószolgálati nagykövete is lett, fő témája a menekültek és a népirtásokkal kapcsolatos figyelemfelhívás. Tevékenységét segítette ügyvédként Amal Clooney, aki elvállalta képviseletét az Iszlám Állam parancsnokai ellen indított ügyében. 2016 szeptemberében indította el a Nadia's Initiative nevű kezdeményezést, amely népirtások áldozatainak segítségnyújtásával foglalkozik. 2017-ben találkozott Ferenc pápával is, akivel a jeziditákat érintő kérdéseket vitatott meg. Történetéről könyvet írt, ami 2017-ben, magyar nyelvű fordítása (Az utolsó lány) pedig 2018-ban jelent meg.

## Magyarul megjelent művei
- Az utolsó lány. Küzdelem az Iszlám Állam ellen. Egy szexrabszolga igaz története; ford. Todero Anna; Libri, Budapest, 2018

## Díjai, elismerései
- ENSZ jószolgálati nagykövete (az emberkereskedelem túlélőinek méltóságáért) (2016)
- Václav Havel emberi jogi díj (2016)
- Szaharov-díj (2016)
- Nobel-békedíj (Denis Mukwegével közösen, 2018)